# Trachelas schenkeli
Trachelas schenkeli là một loài nhện trong họ Trachelidae.
Loài này thuộc chi Trachelas. Trachelas schenkeli được Roger de Lessert miêu tả năm 1923.